# Niederaußem
Niederaußem est un quartier de la ville de Bergheim, dans l'arrondissement de Rhin-Erft et le land de Rhénanie-du-Nord-Westphalie, en Allemagne. Avec ses presque 6 000 habitants, la localité est un des quartiers les plus peuplés de la ville.  Niederaußem était une municipalité autonome jusqu'en 1975. Par sa centrale électrique, Niederaußem est connu dans toute la région.

## Histoire

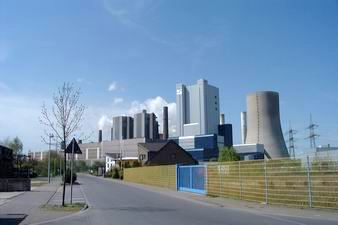
La centrale électrique à charbon de Niederaußem

Différentes découvertes montrent  déjà une occupation humaine à Niederaußem à l'époque néolithique (4000 av. J.-C.). Autour de 50 av. J.-C., les Romains se sont installés.
On a aussi découvert quelques traces de constructions datant de l'époque des Francs. Au Moyen Âge, le village appartenait aux évêques de Cologne. Niederaußem appartint ensuite au duché de Juliers. 
Au XXe siècle, l'industrie de lignite, un charbon, a apporté un grand développement de la ville. Jusqu'à aujourd'hui, Niederaußem est un des fournisseurs les plus importants d'énergie à base de lignite en Europe.